# Cegielnia (wzgórze)
Cegielnia – skaliste wzgórze ostańcowe na Wyżynie Częstochowskiej, po wschodniej stronie miejscowości Olsztyn w województwie śląskim, w powiecie częstochowskim, w gminie Olsztyn. Wzniesienie ma wysokość 349 m n.p.m. i znajduje się w ciągu wzgórz po wschodniej stronie Olsztyna. W kierunku południowo-wschodnim sąsiaduje ze wzgórzem Kielniki, w północno-wschodnim z Górą Statkową, w południowo-zachodnim ze wzgórzem Niwki.
Wzgórze Cegielnia zbudowane jest z wapieni pochodzących z okresu jurajskiego. Na jego grzbiecie znajdują się grupa skalnych ostańców o zróżnicowanej wysokości i różnorodnych kształtach. Są popularnym obiektem wspinaczki skalnej, Wspinacze skały te nazwali Grupą Dziewicy i wyróżnili w niej 4 skały: Biblioteka, Dziewica, Szafa i Owczy Mur (Owcza Grań). Mają dobre stanowiska asekuracyjne. Poprowadzili w nich 90 dróg wspinaczkowych o zróżnicowanym stopniu trudności  – od II do VI.2 w skali Kurtyki. 
Po północno-wschodniej stronie skały Dziewica w murze skalnym zwanym Owczym Murem znajduje się Schronisko w Owczym Murze.
Skały Grupy Dziewicy należą do tzw. Skał Olsztyńskich. Wzgórze z wszystkich stron otoczone jest łąkami, tylko w jego górnej części, po północno-zachodniej stronie skał Dziewica i Owczy Mur w bliskim sąsiedztwie znajduje się las. Do południowej podstawy wzgórza z Olsztyna prowadzą dwie drogi gruntowe. 

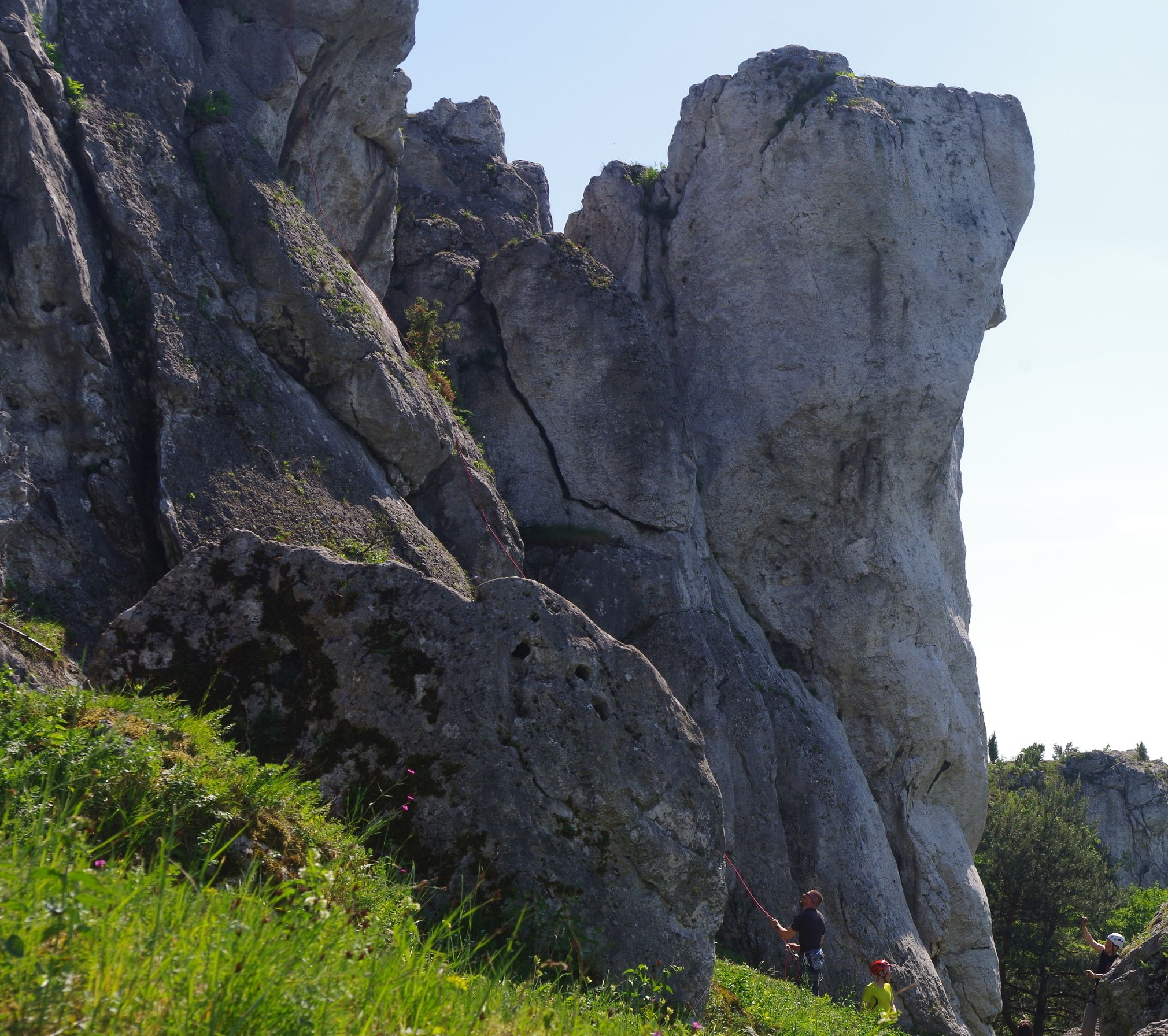
Dziewica
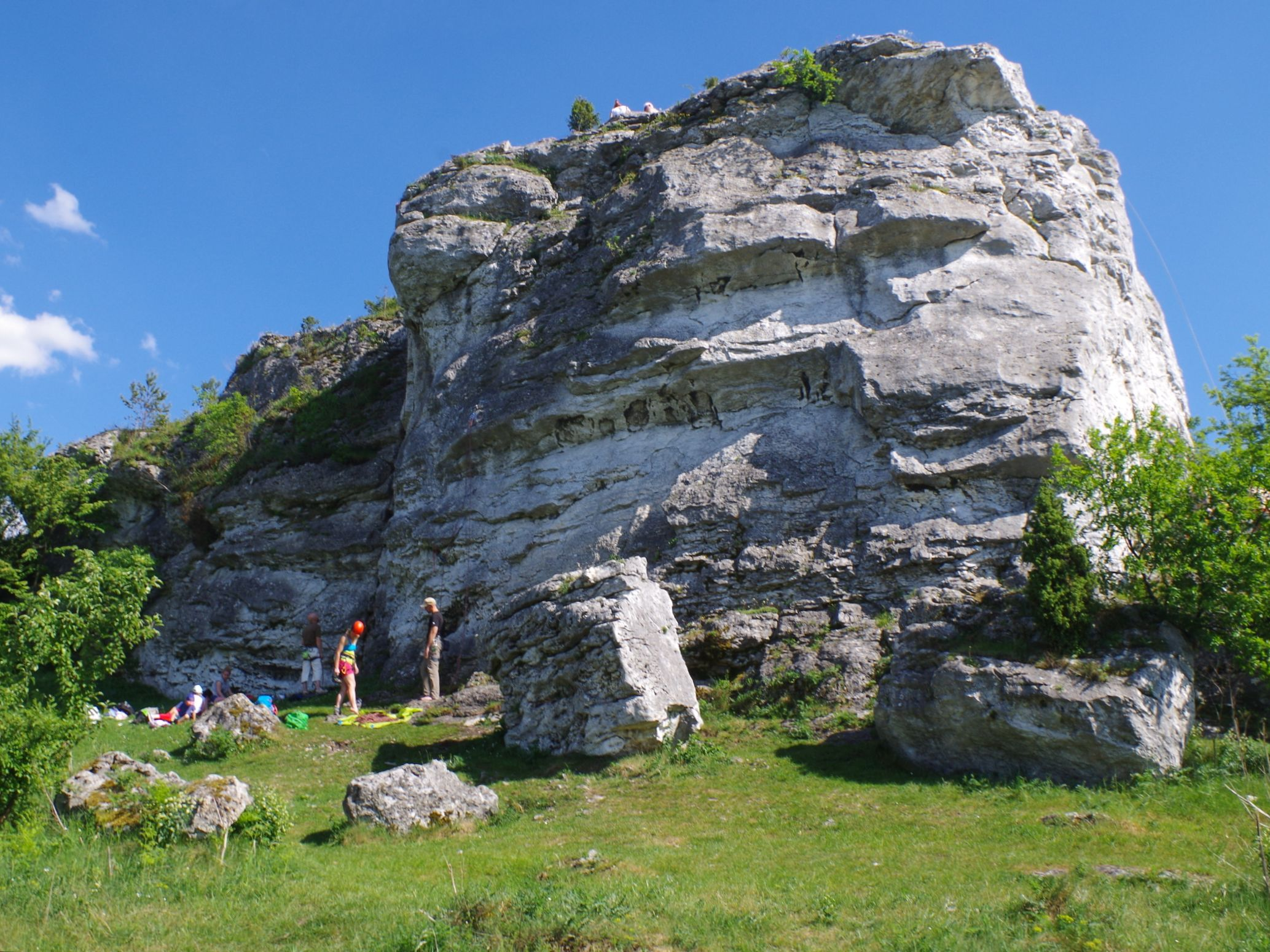
Biblioteka
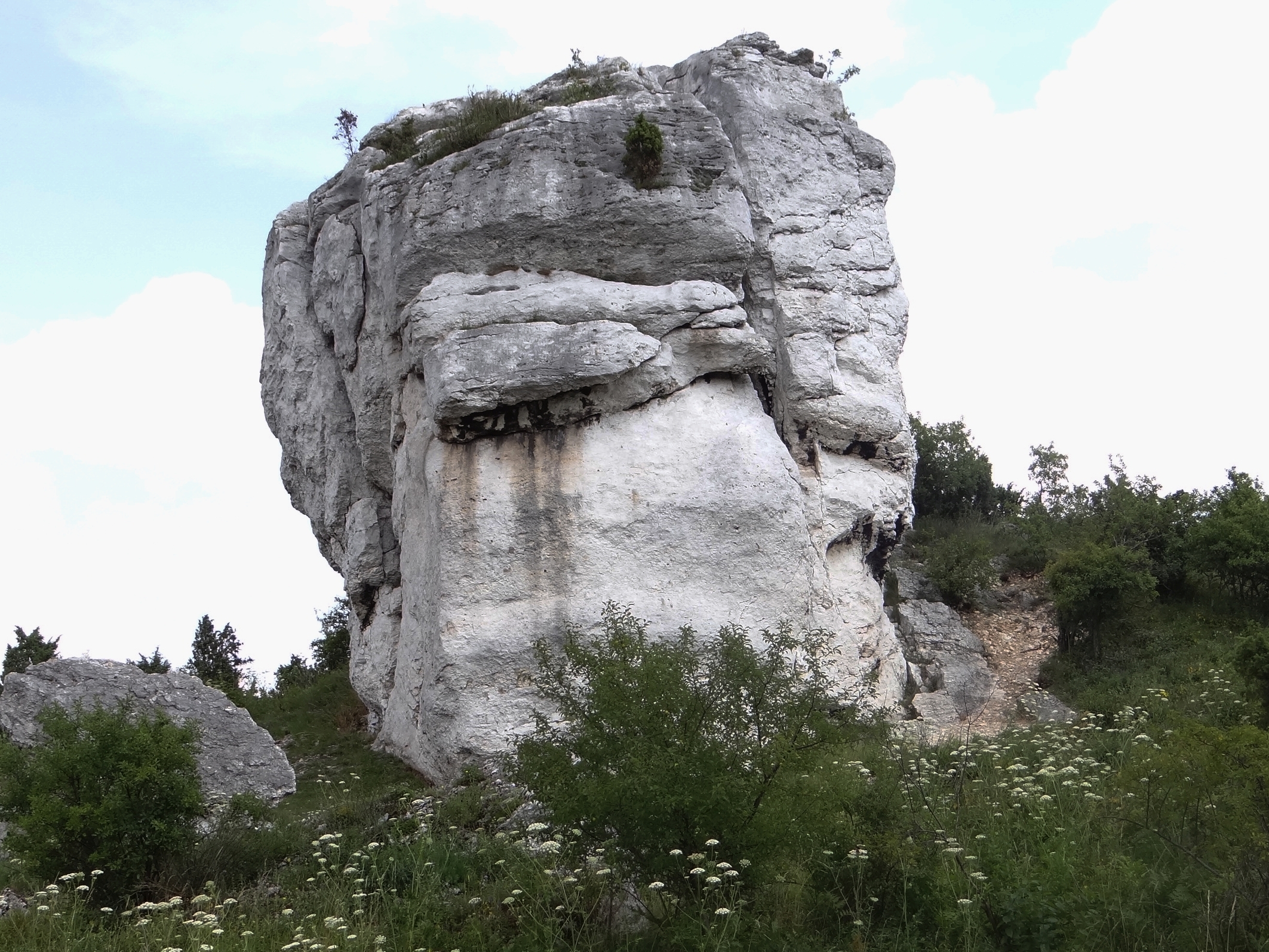
Szafa